# 주근깨
주근깨는 흰 살결을 지닌 사람들에게서 매우 쉽게 볼 수 있는 멜라닌 세포가 농축된 반점들이다. 주근깨에 많은 수의 멜라닌 세포가 있는 것은 아니며 멜라닌소체가 과다 생성된 멜라닌 세포들을 가지고 있다. 이로 말미암아 케라틴 세포로 불리는 바깥 피부 세포들의 색을 바꾸어버린다. 그러므로 이 증상은 흑색점(lentigo)이나 몰(mole)과는 구별된다.

## 생물학
주근깨의 형성은 햇빛의 노출에 기인한다. UV-B 광선에 노출되면 멜라닌 색소를 활성화하여 멜라닌 생성을 증가시키는데 이때 주근깨가 더 어둡게 되어 더 잘 보이게 된다.
주근깨가 피부병은 아니지만 주근깨가 있는 사람들은 일반적으로 적은 양의 광합성 보호 멜라닌을 가지고 있으며 악영향을 미치는 자외선에는 더 취약하다. 주근깨가 있는 사람들은 햇빛의 과도한 노출은 피하고 자외선 차단제를 바르는 것이 권고된다.

## 같이 보기
- 적모